# Бентинидис, Эмзариос
Эмзар Бединеишвили (груз. ემზარ ბედინეიშვილი; род. 16 августа 1975, Тбилиси), после эмиграции в Грецию сменивший имя на Эмзариос Бентинидис (греч. Εμζάριος Μπεντινίδς) — грузинский и греческий борец вольного стиля, чемпион Европы.

## Биография
Родился в 1975 году в Тбилиси. В 1999 году завоевал серебряную медаль Всемирных игр военнослужащих и бронзовую медаль чемпионата Европы. В 2000 году стал чемпионом Европы, но на Олимпийских играх в Сиднее был лишь 17-м. В 2001 году занял 6-е место на чемпионате мира.
Впоследствии эмигрировал в Грецию. В 2004 году стал бронзовым призёром чемпионата Европы, но на Олимпийских играх в Афинах был лишь 10-м. В 2007 и 2008 годах вновь завоёвывал бронзовые медали чемпионатов Европы, но на Олимпийских играх в Пекине занял лишь 9-е место. В 2011 году стал чемпионом Средиземноморских игр.